# Dâ
Dâ est un œuvre autobiographique écrit par Seyyedeh A’zam Hosseini, un mémoire de la guerre Iran-Irak raconté par Seyyedeh Zahrâ Hosseini. Cette guerre connue en Iran sous le nom de guerre imposée (en persan : جنگ تحمیلی, Jang-e-tahmili) ou Défense sacrée (en persan : دفاع مقدس, Defā'e moghaddas) a eu lieu entre septembre 1980 et août 1988. Le titre, Da, signifie « mère » en kurde et en Lori, et était destiné à commémorer le rôle des mères iraniennes pendant la guerre Iran-Irak.
L’enregistrement des mémoires de Seyyedeh Zahrâ Hosseini a duré plus de huit ans. Ce livre a eu un grand succès. Réimprimé soixante-dix fois à ce jour, il a été traduit en anglais, ourdou et turc.

## La Narratrice
Seyyedeh Zahra Hosseini est une Kurde iranienne née en Irak en 1963. Ses parents sont venus en Iran quand elle était petite et vivaient à Khorramshahr. Quand la guerre éclata, elle s’engage pour aider les soldats et la population civile, mais elle s’occupe aussi des défunts en travaillant bénévolement aux pompes funèbres du cimetière principal de la ville nommé Jannat Abâd, dont le personnel est débordé par l’afflux de civils tués.
C’est la première fois que Khorramshahr à feu et à sang est racontée par une femme, une habitante qui décrit sa ville, mais aussi sa vie de femme. Dans les 753 pages du roman autobiographique Dâ, la narratrice raconte d’une façon simple mais néanmoins très détaillée la vie de femmes engagées dans un contexte de conflit militaire.

## Prix littéraire
Le livre a remporté le Prix littéraire Jalal Al-e Ahmad 2009 dans la catégorie Documentation et historiographie, le prix littéraire le plus lucratif de l'Iran.

## Adaptation cinématographique
Une adaptation télévisée de Sina Ataiyan a été diffusée sur Jame Jam 1, avant le programme principal d'information à 21h. L'adaptation consistait en 120 épisodes de 15 minutes. Ali Taghipour, a affirmé qu'ils étaient fidèles au contexte du livre,.